# Joseph Dunford
Joseph Francis Dunford Jr., född 23 december 1955 i Boston, Massachusetts, är en pensionerad general i USA:s marinkår. 
Dunford tjänstgjorde som marinkårens kommendant från 2014 till 2015 och därefter som USA:s försvarschef fram till 2019.

## Biografi
Dunford föddes i Boston men växte upp i Quincy, Massachusetts. Fadern hade tjänstgjort som menig i marinkåren under Koreakriget. Dunford avlade bachelorexamen 1977 vid Saint Michael's College i Colchester, Vermont och erhöll snart därefter officersfullmakt i marinkåren genom OCS. Dunford ledde därefter förband på pluton och kompanistorlek under 1st Marine Division. Han tjänstgjorde som adjutant för befälhavaren för III Marine Expeditionary Force innan förflyttning till stabsbefattning vid Headquarters Marine Corps. Från 1988 till 1991 var han instruktör vid på OCS vid Marine Corps Base Quantico. Dunford har genomgått utbildning vid U.S. Army War College samt masterexamina i offentlig förvaltning vid Georgetown University och internationella realtioner vid Tufts University.
Från 1992 och fram till 1995 var det åter stabstjänstgöring vid högkvarteret, med senare delen som adjutant till marinkårens kommendant. Dunford var sekond för 6th Marine Regiment vid Marine Corps Base Camp Lejeune fram till 1996 för att därefter föra befäl över en bataljon i samma regemente fram till 1998. Dunford förflyttades 1999 till Pentagon för befattningen som adjutant till USA:s vice försvarschef (generalerna Joseph Ralston och efterträdaren Richard Myers) samt vid J5-direktoratet vid Joint Staff. Från 2001 kom han åter till 1st Marine Division, först som befälhavare för 5th Marine Regiment och därefter som divisionens stabschef under generalmajor James Mattis. 
Dunford förde befäl över 5th Marine Regiment (då numerärt förstärkt och benämnt som Regimental Combat Team 5) under invasionen av Irak och erhöll då smeknamnet "Fighting Joe". 2005 återvände han till marinkårens högkvarter som brigadgeneral och chef för operations och planeringsdirektoratet, följt av posten som vice chef för operationsdirektoratet J3 vid Joint Staff. I december 2007 nominerades Dunford till USA:s senat för befordran till generalmajor, men två månader senare meddelade USA:s försvarsminister Robert Gates att nomineringen istället uppgraderades direkt till generallöjtnant och befattningen som biträdande marinkårskommendant för planering. Under 2009 utnämnde USA:s president Barack Obama Dunford till befälhavare för I Marine Expeditionary Force och United States Marine Forces Central Command. 
I oktober 2010 befordrades Dunford till fyrstjärning general och befattningen som marinkårens vicekommendant. Från 2012 till 2014  var Dunford befälhavare för både U.S. Forces Afghanistan och Nato-styrkan International Security Assistance Force (ISAF). I oktober 2014 övertog Dunford befattningen som USA:s marinkårskommendant med residens på Marine Barracks Washington och ledamotskap av Joint Chiefs of Staff. President Obama nominerade Dunford som efterträdare till Martin Dempsey som USA:s försvarschef. I och med Donald Trumps valseger i presidentvalet 2016 och dennes utnämning av James Mattis som försvarsminister kom Dunford att åter tjänstgöra under Mattis. Under 2017 åternominades Dunford till en förlängd ämbetsperiod med två år av president Trump. Dunford gick i pension under 2019 och ersattes av general Mark Milley, tidigare arméstabschef. Dunford avtackades vid en ceremoni som hölls på Joint Base Myer-Henderson Hall i Arlington, Virginia.
Under 2020 valdes Dunford till styrelseledamot i börsnoterade vapentillverkaren Lockheed-Martin.